# Kateguhan (Sawit)
Kateguhan is een bestuurslaag in het regentschap Boyolali van de provincie Midden-Java, Indonesië. Kateguhan telt 3197 inwoners (volkstelling 2010).